# Drassodella vasivulva
Drassodella vasivulva är en spindelart som beskrevs av Tucker 1923. Drassodella vasivulva ingår i släktet Drassodella och familjen Gallieniellidae. Inga underarter finns listade i Catalogue of Life.